# HD 213240 b
HD 213240 b es un planeta extrasolar situado aproximadamente a 133 años luz (41 parsecs) en la constelación de Grus, orbitando la estrella HD 213240. Este planeta tiene una masa de clase I (super-Júpiter) y una apariencia clase W (gigante de agua). Tiene uno periodo orbital de 882,7 días. La distancia orbital es de 1,92 ua o 287 gigámetros. La excentricidad orbital es de 42,1%. Su afelio y su perihelio son de 1,11 ua y 2,73 ua respectivamente; la diferencia y cociente entre q y Q son 1,62 ua y 2,46 veces respectivamente. La separación angular entre el planeta y la estrella vista desde la Tierra es 47,12 minutos de arco. Fue descubierto desde Suiza por el astrónomo Santos el 4 de abril de 2001 usando el método de la velocidad radial.